# Super Acoustique
Super Acoustique est un album-compilation du groupe français Superbus sorti le 24 mars 2008.
Il se compose de dix titres du groupe dans des versions acoustiques inédites.

## Historique de l'album

### Genèse
Superbus avait émis le souhait d'enregistrer un set acoustique pour le DVD, afin de représenter une autre facette du groupe, plus calme et épurée. Ils avaient, au début de leur carrière, été contraints de faire de l'acoustique, pour de la promo radio entre autres avec Tchi Cum Bah ou encore No School Today. C'est en 2004 avec Radio Song que le groupe prend plaisir à jouer de cette façon, à tel point qu'ils jouent en concert le titre Girl en acoustique. Ces deux titres feront l'objet d'enregistrements acoustiques studio pour la réédition de Pop'n'Gum.

### Enregistrement
C'est donc finalement en studio que le groupe enregistre ce set acoustique. Capté dans les conditions du direct, en une seule journée, le 8 janvier 2008 au Studio ICP de Bruxelles, l'album est envisagé comme un best-of acoustique. Il n'est pas disponible à la vente séparément, mais il est inclus :
- dans l'édition collector du DVD Live à Paris (dans lequel on peut voir la version filmée de la session d'enregistrement dans le bonus Super Acoustique).
- dans la réédition de Wow, sortie le 7 juillet 2008.

Les 10 titres présents sur l'album avaient auparavant déjà été joué lors de passages radio ou de showcases acoustique, hormis Superstar. Cependant, ils ont tous été réarrangés pour l'occasion. De la même manière que le groupe transforme ses morceaux studios en morceaux lives, les titres électriques sont devenus des titres acoustiques.

## Pistes de l'album
| No  | Titre            | Durée      |
| --- | ---------------- | ---------- |
| 1.  | Ça mousse        | 3 min 32 s |
| 2.  | Tchi-Cum-Bah     | 2 min 57 s |
| 3.  | Radio Song       | 2 min 30 s |
| 4.  | Superstar        | 3 min 19 s |
| 5.  | Butterfly        | 3 min 20 s |
| 6.  | Le Rock à Billy  | 2 min 07 s |
| 7.  | On monday        | 4 min 36 s |
| 8.  | Travel the World | 3 min 43 s |
| 9.  | Lola             | 3 min 29 s |
| 10. | Sunshine         | 4 min 29 s |